# Parki narodowe na Węgrzech
Parki Narodowe na Węgrzech – obecnie jest ich 10 i pokrywają one 4 819,8 km², czyli około 5% terytorium państwa. Administruje nimi agencja państwowa Parki Narodowe Węgier (węg. Nemzeti park igazgatóság). Dodatkowo, każdy zarząd parku (Igazgatóság) ma przydzielony obszar operacyjny (Működési területe) na którym opiekuje się 39 obszarami chronionego krajobrazu (Tájvédelmi körzetek) i rezerwatami przyrody (Természetvédelmi területek).
| Nazwa (Nemzeti Park = Park Narodowy)                                   | Rok założenia | Powierzchnia (km²) | Siedziba dyrekcji | ilustracja |
| ---------------------------------------------------------------------- | ------------- | ------------------ | ----------------- | ---------- |
| Park Narodowy Hortobágy (Hortobágyi Nemzeti Park)                      | 1973          | 805,49             | Hortobágy         |            |
| Park Narodowy Małej Kumanii (Kiskunsági Nemzeti Park)                  | 1975          | 567,61             | Kecskemét         |            |
| Park Narodowy Gór Bukowych (Bükki Nemzeti Park)                        | 1976          | 402,63             | Eger              |            |
| Park Narodowy Krasu Węgierskiego (Aggteleki Nemzeti Park)              | 1985          | 198,92             | Jósvafő           |            |
| Park Narodowy „Jezioro Nezyderskie-Hanság” (Fertő-Hanság Nemzeti Park) | 1991          | 235,88             | Sarród            |            |
| Park Narodowy Dunaj-Drawa (Duna-Dráva Nemzeti Park)                    | 1996          | 494,79             | Pecz              |            |
| Park Narodowy Keresz-Marusza (Körös-Maros Nemzeti Park)                | 1997          | 501,34             | Szarvas           |            |
| Park Narodowy Wzgórz Balatońskich (Balaton-felvidéki Nemzeti Park)     | 1997          | 569,98             | Csopak            |            |
| Park Narodowy Dunaj-Ipola (Duna-Ipoly Nemzeti Park)                    | 1997          | 603,14             | Ostrzyhom         |            |
| Park Narodowy Őrség (Őrségi Nemzeti Park)                              | 2002          | 439,33             | Őriszentpéter     |            |